# ماثيو فيرغسون
ماثيو فيرغسون (بالإنجليزية: Matthew Ferguson)‏ (و. 1973 – م) هو ممثل تلفزيوني، وممثل أفلام، وممثل، من كندا، ولد في تورونتو.

## وصلات خارجية
- ماثيو فيرغسون على موقع IMDb (الإنجليزية)
- ماثيو فيرغسون على موقع ألو سيني (الفرنسية)
- ماثيو فيرغسون على موقع أول موفي (الإنجليزية)
- ماثيو فيرغسون على موقع قاعدة بيانات الأفلام السويدية (السويدية)
- ماثيو فيرغسون على موقع قاعدة بيانات الفيلم (الإنجليزية)
- ماثيو فيرغسون على موقع كينوبويسك (الروسية)